# Livádi (ort i Grekland, Thessalien)
Livádi är en ort i Grekland.   Den ligger i prefekturen Nomós Larísis och regionen Thessalien, i den norra delen av landet, 270 km nordväst om huvudstaden Aten. Livádi ligger 1 188 meter över havet och antalet invånare är 2 655.
Terrängen runt Livádi är lite bergig, och sluttar söderut. Runt Livádi är det glesbefolkat, med 10 invånare per kvadratkilometer. Närmaste större samhälle är Sérvia, 15,1 km väster om Livádi. Trakten runt Livádi består till största delen av jordbruksmark.